# Ben-Side
De Ben-Side is de harde kern van voetbalclub AZ. De Ben-Side is ontstaan in 1977 en heeft door de tijd verschillende groottes aangenomen. Sinds 2015 bevindt de harde kern van AZ zich op de sfeervakken W en X1 in het AFAS Stadion.

## Geschiedenis
Jan van der Ben, de voorzitter van Alkmaar '54 ten tijde van de fusie met FC Zaanstreek, maakte zich in de beginjaren van AZ'67 hard voor een plek voor de fanatieke supporters. In de jaren '70 werd een nieuwe tribune gerealiseerd aan de korte zijde van de Alkmaarderhout vernoemd naar Van der Ben. De fanatieke supporters vonden hier hun plek en zo ontstond de naam Ben-Side. Begin 1977 liet de Ben-Side voor het eerst van zich horen tijdens rellen met Feyenoord.
Toen de staantribune aan de korte zijde in de jaren '90 werd omgebouwd, verplaatste de fanatieke supporters zich over het stadion maar met name naar de hoek op de lange zijde. In 2006 verkaste AZ naar het huidige stadion, het AFAS Stadion. De tribune tegenover het uitvak werd de Van der Ben tribune genoemd, echter werd er geen fanatiek vak aangewezen. Hierdoor stonden de fanatieke supporters in de beginjaren verspreid over de bovenste rijen van de korte zijde. In 2015 werden vak W en X1 aangewezen als sfeervak, waardoor de Ben-Side vanaf rij 1 kon staan. In de zomer van 2020 zijn de stoelen op de vakken W en X1 vervangen door safe standing plaatsen.
De Ben-Side is vaak negatief in het nieuws gekomen door bijvoorbeeld supportersrellen met onder andere rivalen van Ajax, FC Utrecht, Feyenoord, HFC Haarlem en Telstar. Ook door antisemitisme op de tribune, gericht aan rivaal Ajax komt de Ben-Side vaak negatief naar voren in de berichtgeving door vele aangiftes van het Centrum Informatie en Documentatie Israel (CIDI). De club heeft in meerdere gevallen al duidelijk afstand genomen van het antisemitisme, zo ging AZ in 2017 een samenwerking aan met de Anne Frank Stichting. Het vuurwerk wat vaak wordt afgestoken door de fanatieke supporters zorgt ook voor veel onvrede bij de club en de niet-fanatieke supporters van AZ waardoor het imago niet wordt verbeterd. In Europees verband heeft de UEFA al hoge geldboetes opgelegd aan AZ door ongeregeldheden op de tribune. In 2022 is zelfs een voorwaardelijke straf opgelegd waarbij de Ben-Side leeg moet blijven indien de supporters zich in de komende twee jaar nog een keer misdragen.
Tijdens de coronapandemie kwam de groep wél positief in het nieuws. Zo werd er een spandoek opgehangen bij het ziekenhuis in Alkmaar, waarmee de medewerkers een hart onder de riem werd gestoken. Toen er een avondklok werd ingevoerd waren er in heel Nederland rellen en plunderingen waren tijdens de avondklokrellen, de Ben-Side besloot om niet mee te doen hieraan maar door de binnenstad van Alkmaar te lopen om relschoppers tegen te houden en 'hun' stad te beschermen ondanks dat ze het ook niet eens waren met de coronamaatregelen van het kabinet, door dit standpunt van de Ben-Side durfden relschoppers uit Alkmaar en omstreken het niet aan om te gaan plunderen waardoor het in Alkmaar rustig bleef, wat zeer werd gewaardeerd door lokale ondernemers en burgemeester Emile Roemer. Echter ging het in 2021 fout tijdens een wedstrijd tegen NEC, zo'n 100 supporters verzamelden zich bij het AFAS Stadion om hun ongenoegen te uiten over het opnieuw sluiten van de stadions door de vele coronabesmettingen. Dit resulteerde erin dat een deel van deze groep met veel geweld en met behulp van zwaar vuurwerk het stadion binnendrongen. Burgemeester Anja Schouten schrok van deze actie die als 'enorm intimiderend en bedreigend' werd ervaren.